# Carl Leopold Goldschmidt
Carl Leopold Goldschmidt (* 8. April 1787 in Frankfurt am Main; † 21. März 1858 ebenda) war ein Politiker der Freien Stadt Frankfurt.

## Leben
Goldschmidt entstammte dem Zweig Goldschmidt-Kassel der angesehenen Familie Goldschmidt, die im 18. und 19. Jahrhundert Bankiers und Großkaufleute hervorgebracht hatte. Er studierte Rechtswissenschaften und war im Großherzogtum Frankfurt eines der ersten Mitglieder der jüdischen Gemeinde, die zur Advokatur zugelassen wurden.
Auch war Goldschmidt Freimaurer. Der Ordensobere und dänische Statthalter der Herzogtümer Schleswig und Holstein, Landgraf Karl von Hessen-Kassel, hatte in Gottorp zuvor nur die christlichen Freimaurer empfangen. Als Goldschmidt im Juni 1816 zum Meister vom Stuhl der Frankfurter Loge gewählt wurde, heftete Franz Joseph Molitor im Auftrag des Landgrafen die Schließungsurkunde an die Tür des Tempels. Die Loge zur aufgehenden Morgenröthe in Frankfurt am Main wurde am 12. Juni 1808 von der Loge les amis réunis zu Mainz, unter Autorität des Großen Orients von Frankreich gestiftet und bestand aus Mitgliedern israelitischen Glaubens. Der Londoner Großmeister, August Friedrich, Herzog von Sussex, erteilte ihr ein unterm 30. April 1817 ausgestelltes Konstitutionspatent, welches die Logenbrüder Carl Leopold Goldschmidt, Siegmund Geisenheimer und Johann Gerson als die ersten Logenmeister und Aufseher einsetzte.
Goldschmidt war ein Autor der Zeitschrift Sulamith. 1842 gehörte Goldschmidt gemeinsam mit Theodor Creizenach als radikaler Anhänger der jüdischen Reformbewegung zu den Mitbegründern des liberalen Frankfurter Jüdischen Reformvereins.

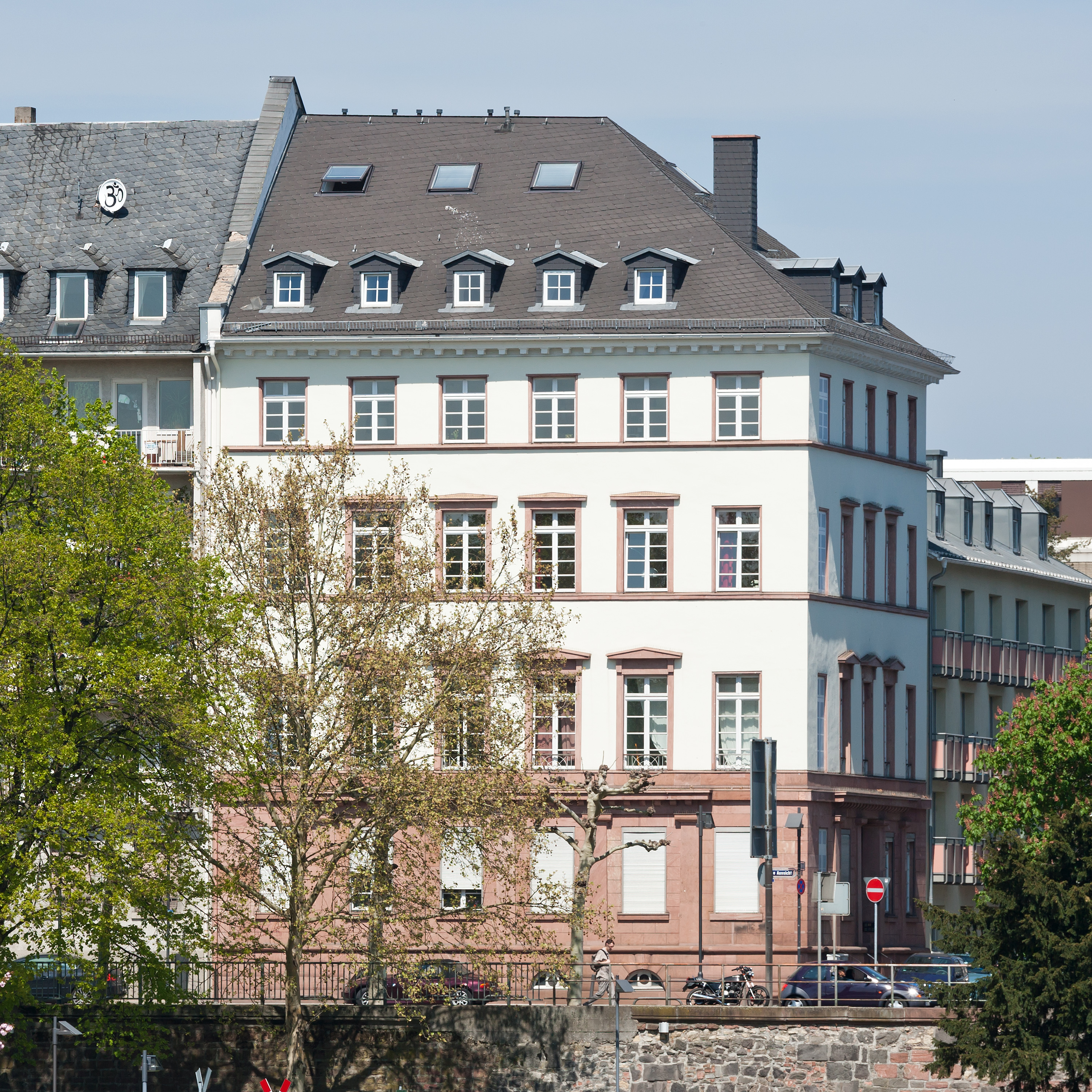
Schützenstraße 1 von Südosten, 2010

Am 9. September 1848 wurde ihm das Ritterkreuz des Verdienstordens Philipps des Großmütigen verliehen.
Am 25. Oktober 1848 wurde er in die Constituierende Versammlung der Freien Stadt Frankfurt gewählt. Er vertrat dort liberale Positionen.
1852 wohnte er in der Schützenstraße 8 im klassizistischen Fischerfeldviertel. 1857 gehörte Goldschmidt als eines von vier zugelassen jüdischen Mitgliedern dem Gesetzgebenden Körper an. 
Goldschmidt war Gemäldesammler und namentlich in niederländischen Bildern ein Kenner. Dass er Inhaber fürstlicher Orden war, blieb selbst seinen näheren Freunden unbekannt, da er sie niemals anlegte. Zu seinen Freunden, dem er in Rechtsfragen auch als Berater diente, gehörte der aus Frankfurt stammende Journalist Ludwig Börne.